# Éric Assous
Pour les articles homonymes, voir Assous.
Éric Assous, né le 30 mars 1956 à Tunis et mort le 12 octobre 2020 à Paris, est un réalisateur, scénariste, dialoguiste et auteur français

## Biographie
Éric Assous est auteur de 80 pièces radiophoniques pour la chaîne France Inter.
Il a écrit de nombreuses pièces de théâtre, ainsi que des scénarios pour la télévision (notamment 3 épisodes de la série Nestor Burma il crée la série  Jamais deux sans toi...t , dont il écrit une dizaine d'épisodes ) et le cinéma.
Éric Assous réalise en 2001 son premier long métrage, Les gens en maillot de bain ne sont pas (forcément) superficiels. 
En 2002, il signe une nouvelle comédie intitulée Sexes très opposés.

## Mort
Il meurt le 12 octobre 2020 dans le 14e arrondissement de Paris, des suites d’une hémorragie cérébrale.

## Filmographie

### Réalisateur
- 1999 : À cause d’Olivia… (court métrage)
- 2001 : Les gens en maillot de bain ne sont pas (forcément) superficiels
- 2002 : Sexes très opposés
- 2003 : Amour tout court

### Scénariste
- 1987 : Babette (Intrigues) d'Emmanuel Fonlladosa
- 1993 : Une femme pour moi d'Arnaud Sélignac
- 1997 : Jamais deux sans toi...t de Dominique Masson, Emmanuel Fonlladosa
- 1997 : La Femme défendue de Philippe Harel
- 1997 : Les Randonneurs de Philippe Harel
- 1998 : Petits Désordres amoureux d'Olivier Péray
- 2001 : Une hirondelle a fait le printemps de Christian Carion
- 2001 : Les gens en maillot de bain ne sont pas (forcément) superficiels d'Éric Assous
- 2002 : Sexes très opposés
- 2002 : Irène d'Ivan Calbérac
- 2003 : Moi César, 10 ans ½, 1m39 de Richard Berry
- 2005 : La Boîte noire de Richard Berry
- 2005 : Tu vas rire, mais je te quitte de Philippe Harel
- 2008 : Nos 18 ans de Frédéric Berthe
- 2008 : Deux Jours à tuer de Jean Becker
- 2008 : Les Randonneurs à Saint-Tropez de Philippe Harel
- 2009 : Trésor de Claude Berri
- 2010 : Comme les cinq doigts de la main d'Alexandre Arcady
- 2011 : Les Belles Sœurs de Gabriel Aghion
- 2014 : L'Esprit de famille de Frédéric Berthe
- 2015 : Nos femmes de Richard Berry
- 2018 : Un adultère de Philippe Harel

### Dialoguiste
- 2002 : Sexes très opposés
- 2005 : Tu vas rire, mais je te quitte de Philippe Harel
- 2010 : L'Immortel de Richard Berry[5]

## Théâtre
- 1992 :
  - Sans mentir, mise en scène d'Éric Assous et Bernard Menez, Théâtre des Bouffes-Parisiens
  - Une fille entre nous, Théâtre d'Edgar
- 1995 : Le Portefeuille de Pierre Sauvil et Éric Assous, mise en scène Jean-Luc Moreau, Théâtre Saint-Georges
- 1998 : Couple en turbulences, Comédie de Paris
- 2002 :
  - Les acteurs sont fatigués, mise en scène de Jacques Décombe, Comédie Caumartin
  - Retour de Madison, mise en scène Éric Assous, jouée par Roger Miremont, Festival Off d'Avignon.
- 2004 : Les Montagnes russes, jouée par Alain Delon et Astrid Veillon en 2004 et en 2005, Théâtre Marigny
- 2007 : Les Belles-Sœurs, mise en scène de Jean-Luc Moreau, Théâtre Saint-Georges et tournée en 2008
- 2008 : Secret de famille, mise en scène de Jean-Luc Moreau, avec Michel Sardou et Davy Sardou, Théâtre des Variétés.
- 2009 :
  - Les hommes préfèrent mentir, mise en scène de Jean-Luc Moreau, Théâtre Saint-Georges
  - L'Illusion conjugale, mise en scène de Jean-Luc Moreau, Théâtre de l'Œuvre
- 2010 : Le Technicien, mise en scène de Jean-Luc Moreau, Théâtre du Palais-Royal
- 2011 :
  - Une journée ordinaire, mise en scène de Jean-Luc Moreau, Théâtre des Bouffes-Parisiens
  - Les Conjoints, mise en scène de Jean-Luc Moreau, Théâtre Tristan Bernard
  - Mon meilleur copain, mise en scène de Jean-Luc Moreau, Théâtre des Nouveautés
- 2012 :
  - L'Italienne, mise en scène de David Garcia, Théâtre Le Funambule Montmartre
  - Le Bonheur, mise en scène de Jean-Luc Moreau, Théâtre Marigny
- 2013 : Nos femmes, mise en scène de Richard Berry, Théâtre de Paris
- 2015 :
  - On ne se mentira jamais, mise en scène de Jean-Luc Moreau, Théâtre La Bruyère
  - Représailles, mise en scène d'Anne Bourgeois, Théâtre de la Michodière
- 2016 : L'Heureux élu, mise en scène Jean-Luc Moreau, Théâtre de la Madeleine
- 2017 : La Nouvelle, mise en scène Richard Berry, Théâtre de Paris
- 2018 : Inavouable, mise en scène Jean-Luc Moreau, La Coupole (Cité Internationale)[Où ?]

## Récompenses et distinctions
- 2010 : Molière de l'auteur francophone vivant pour L'Illusion conjugale
- 2014 : Grand prix du théâtre de l'Académie française pour l'ensemble de son œuvre dramatique
- 2015 : Molière de l'auteur francophone vivant pour On ne se mentira jamais !